# Estación de Sayatón-Bolarque
Sayatón-Bolarque fue una estación de ferrocarril situada en el municipio español de Sayatón, en la provincia de Guadalajara. A lo largo de su existencia contó con importantes instalaciones ferroviarias, que incluían cocheras de locomotoras y placa giratoria, a pesar del hecho de que la estación se encontraba situada en una comarca escasamente poblada.

## Situación ferroviaria
La estación se encontraba situada en el punto kilométrico 110,7 del ferrocarril del Tajuña, a 613 metros de altitud.

## Historia
El ferrocarril del Tajuña tiene su origen en el conocido como «tren de Arganda», inaugurado en 1886, que posteriormente sería expandido hacia la Alcarria buscando establecer una conexión con el Ferrocarril Central de Aragón. Las obras corrieron a cargo de la «Compañía del Ferrocarril de Madrid a Aragón», que en 1916 logró extender el trazado hasta Mondéjar y Sayatón-Bolarque. Sin embargo, la construcción del que ya era conocido en la época como «ferrocarril de Aragón» no se llegaría a completar y la vía tendida nunca pasó de Alocén (Guadalajara). Aun así, se organizaron servicios ferroviarios mixtos que enlazaban Madrid con el valle del Tajuña y la Alcarria. Esta situación se mantuvo hasta que en la década de 1950 la competencia del transporte por carretera povocó el declive de este ferrocarril. En ese contexto, el 1 de abril de 1953 se produjo la clausura del tramo entre Orusco y Auñón. Algún tiempo después las vías fueron levantadas y las instalaciones desmanteladas en su mayor parte.

## Instalaciones

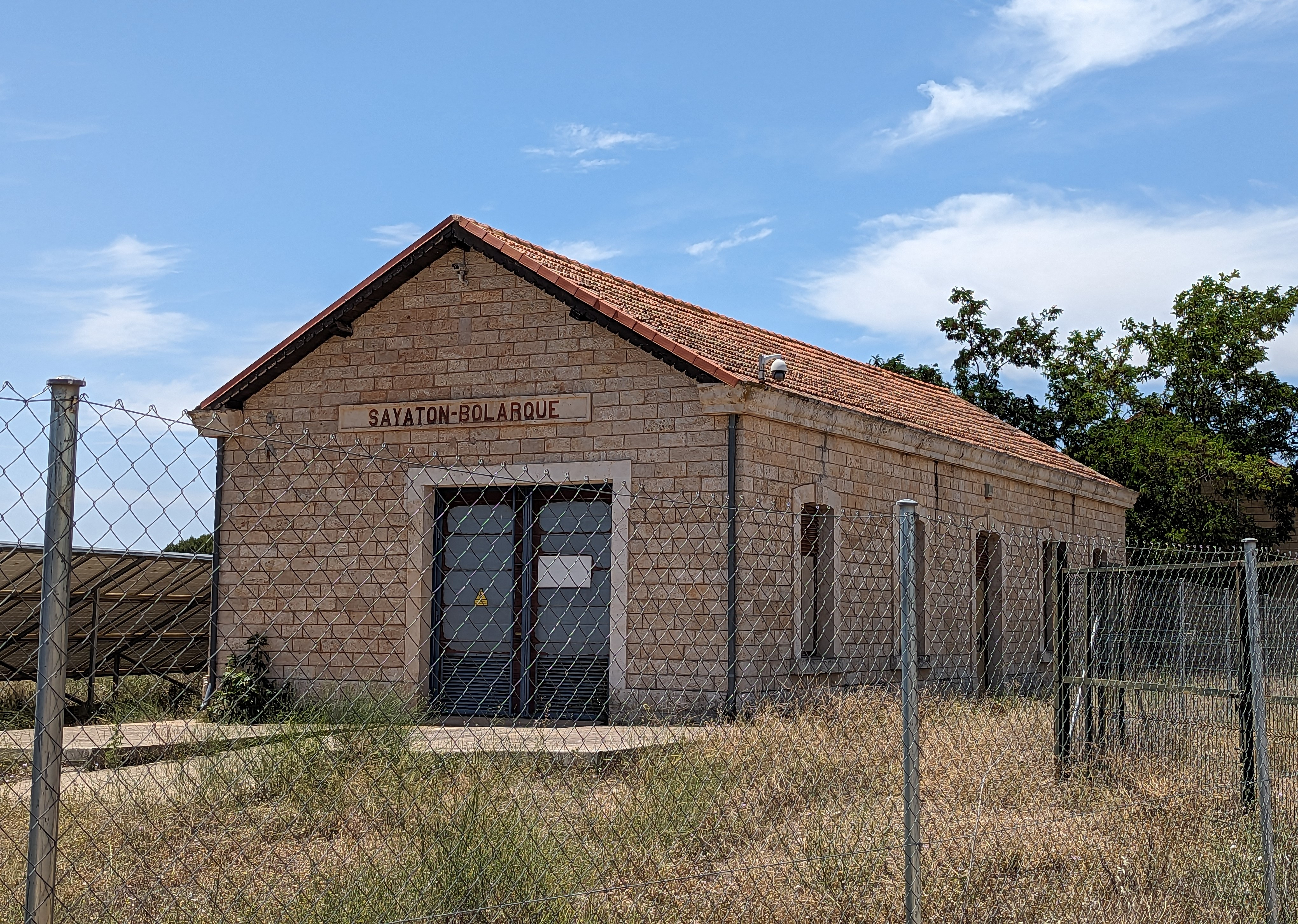
Edificio de viajeros

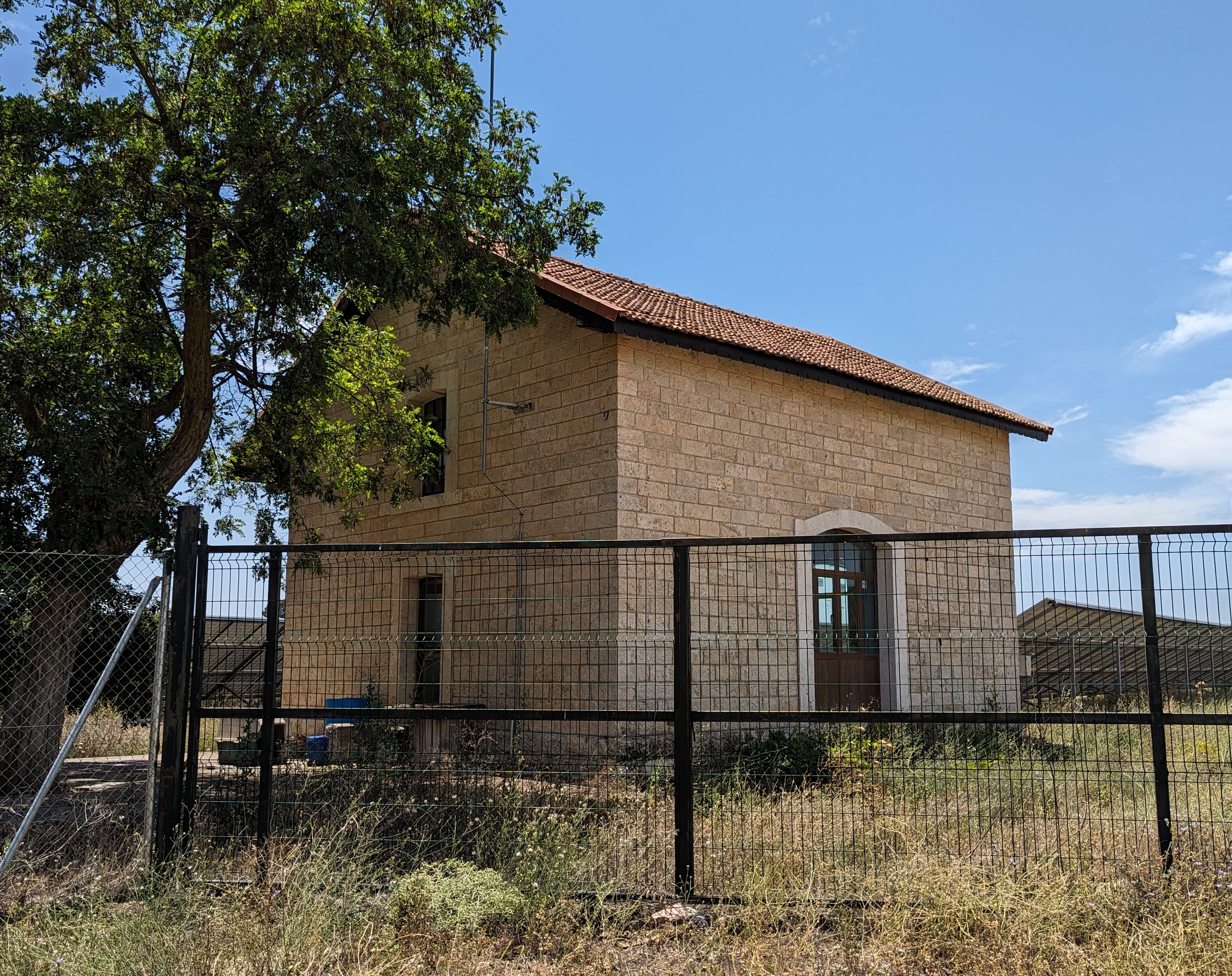
Muelle de carga

Sayatón-Bolarque estaba dotada con unas instalaciones propias de una estación terminal: además del edificio de viajeros, disponía de un muelle-almacén de mercancías, aguadas, un gran depósito de agua, grúas hidráulicas, transformador eléctrico, etc. Este complejo se veía completado con la presencia de grandes cocheras para locomotoras y una placa giratoria de 22 metros de diámetro, similar a la que existía en la estación de Madrid-Niño Jesús. Estas últimas instalaciones estaban más pensadas para prestar servicio a las grandes locomotoras tipo «Mallet» que adquirió la compañía propietaria a comienzos de la década de 1920 de cara a las grandes circulaciones. En la actualidad solo se mantienen intactos el edificio de viajeros y una edificación anexa, de carácter auxiliar.